# Hypertelis
Hypertelis es un género de plantas de flores de la familia Molluginaceae,  contiene once especies.

## Especies seleccionadas
- Hypertelis acida
- Hypertelis angrae-pequenae
- Hypertelis arenicola
- Hypertelis bowkeriana
- Hypertelis caespitosa
- Hypertelis longifolia
- Hypertelis salsoloides
- Hypertelis spergulacea
- Hypertelis suffruticosa
- Hypertelis trachysperma
- Hypertelis verrucosa

- Datos: Q3010797
- Especies: Hypertelis